# Laudenbach (Baviera)
Laudenbach è un comune tedesco di 1 390 abitanti, situato nel land della Baviera.